# Boris Alexejewitsch Wenkow
Boris Alexejewitsch Wenkow (russisch Борис Алексеевич Венков, englische Transkription Boris Alekseevich Venkov; * 13. August 1900 in Kratkowo, heute in der Oblast Pskow; † 13. Dezember 1962 in Leningrad) war ein russischer Mathematiker, der sich mit Zahlentheorie befasste.

## Leben
Wenkow studierte an der Universität Leningrad mit dem Abschluss 1925, war von 1928 bis 1934 am Mathematischen Institut der Akademie der Wissenschaften (späteres Steklow-Institut), wurde 1933 Professor und lehrte ab 1935 an der Universität Leningrad. 1936 habilitierte er sich (russischer Doktortitel).
1928 gab er einen elementaren Beweis der Klassenzahlformeln für imaginärquadratische Zahlkörper von Dirichlet unter Verwendung der Arithmetik der Quaternionen und der Theorie ternärer quadratischer Formen nach Gauß. 1940 veröffentlichte er eine Reduktionstheorie positiv-definiter quadratischer Formen.

## Schriften
- Elementare Zahlentheorie (russisch), Moskau, Leningrad 1937